# سیارک ۱۸۶۷۹
سیارک ۱۸۶۷۹ (به انگلیسی: 18679 Heatherenae، نامگذاری:1998FW102) هجده هزار و ششصد و هفتاد و نهمین سیارک کشف شده‌است که در ۳۱ مارس ۱۹۹۸ کشف شد.
قدر مطلق سیارک برابر ۱۷.۰ است.